# Mistrovství světa v judu 2021
Mistrovství světa ve váhových kategoriích v judu proběhlo ve víceúčelové sportovní hale László Pappa v Budapešti, Maďarsko ve dnech 6. až 12. června 2021. Po skončení turnaje soutěže pokračovaly v mistrovství světa týmů. Původní termín 12. až 18. září 2021 a pořadatelské místo Vídeňská městská hala v Rakousku bylo změněno kvůli komplikacím s pandemií covidu-19.

## Informace a program turnaje
- seznam účastníků

- neděle – 6. června 2021 – superlehká váha (−60 kg, −48 kg)
- pondělí – 7. června 2021 – pololehká váha (−66 kg, −52 kg)
- úterý – 8. června 2021 – lehká váha (−73 kg, −57 kg)
- středa – 9. června 2021 – polostřední váha (−81 kg, −63 kg)
- čtvrtek – 10. června 2021 – střední váha (−90 kg, −70 kg)
- pátek – 11. června 2021 – polotěžká váha (−78 kg, −100 kg)
- sobota – 12. června 2021 – těžká váha (+100 kg, +78 kg)
- neděle – 13. června 2021 – soutěž týmů

Sportovci Ruské federace startovali pod hlavičkou Ruského judistického svazu (RJF) kvůli důsledkům státem řízeného dopingového programu z roku 2015. Namísto ruské hymny byla zvolena úvodní část Čajkovského prvního klavírního koncertu.

## Česká stopa
podrobně zde
- −60 kg - David Pulkrábek (Sokol Žďár nad Sázavou)
- −73 kg - Jakub Ječmínek (USK Praha)
- −81 kg - Jaromír Musil (TJ Sokol Praha Vršovice)
- −81 kg - Adam Kopecký (TJ Auto Škoda Mladá Boleslav)
- −90 kg - David Klammert (JC Olomouc)
- −90 kg - Jiří Petr (Judo SKKP Brno)

- −57 kg - Věra Zemanová (PRO SPORT Teplice)
- −78 kg - Alice Matějčková (JC Plzeň)

## Výsledky

### Muži
| Kategorie | Podrobně | Zlato                       | Stříbro                  | Bronz                      | Bronz                        |
| --------- | -------- | --------------------------- | ------------------------ | -------------------------- | ---------------------------- |
| −60 kg    | podrobně | Jago Abuladze (RJF)         | Gusman Kyrgyzbajev (KAZ) | Francisco Garrigós (ESP)   | Karamat Husejnov (AZE)       |
| −66 kg    | podrobně | Džóširó Marujama (JPN)      | Manuel Lombardo (ITA)    | Jakub Šamilov (RJF)        | Jondonperenlejn Baschű (MGL) |
| −73 kg    | podrobně | Laša Šavdatuašvili (GEO)    | Tommy Macias (SWE)       | Bilal Çiloğlu (TUR)        | Sóiči Hašimoto (JPN)         |
| −81 kg    | podrobně | Matthias Casse (BEL)        | Tato Grigalašvili (GEO)  | Frank de Wit (NED)         | Anri Egutidze (POR)          |
| −90 kg    | podrobně | Nikoloz Šerazadišvili (ESP) | Davlat Bobonov (UZB)     | Marcus Nyman (SWE)         | Krisztián Tóth (HUN)         |
| −100 kg   | podrobně | Jorge Fonseca (POR)         | Aleksandar Kukolj (SRB)  | Varlam Lipartelijani (GEO) | Ilia Sulamanidze (GEO)       |
| +100 kg   | podrobně | Kokoro Kageura (JPN)        | Tamerlan Bašajev (RJF)   | Jakiv Chammo (UKR)         | Roy Meyer (NED)              |

### Ženy
| Kategorie | Podrobně | Zlato                        | Stříbro                    | Bronz                      | Bronz                      |
| --------- | -------- | ---------------------------- | -------------------------- | -------------------------- | -------------------------- |
| −48 kg    | podrobně | Nacumi Cunodaová (JPN)       | Wakana Kogaová (JPN)       | Julia Figueroaová (ESP)    | Mönchbatyn Uranceceg (MGL) |
| −52 kg    | podrobně | Ai Šišimeová (JPN)           | Ana Pérezová (ESP)         | Fabienne Kocherová (SUI)   | Gefen Primová (ISR)        |
| −57 kg    | podrobně | Jessica Klimkaitová (CAN)    | Momo Tamaokiová (JPN)      | Nora Gjakovaová (KOS)      | Theresa Stollová (GER)     |
| −63 kg    | podrobně | Clarisse Agbegnenouová (FRA) | Andreja Leškiová (SLO)     | Anja Obradovićová (SRB)    | Sanne Vermeerová (NED)     |
| −70 kg    | podrobně | Barbara Matićová (CRO)       | Jóko Ónová (JPN)           | Michaela Polleresová (AUT) | Sanne van Dijkeová (NED)   |
| −78 kg    | podrobně | Anna-Maria Wagnerová (GER)   | Madeleine Malongaová (FRA) | Guusje Steenhuisová (NED)  | Mami Umekiová (JPN)        |
| +78 kg    | podrobně | Sarah Asahinaová (JPN)       | Wakaba Tomitaová (JPN)     | Suelen Althemanová (BRA)   | Beatriz Souzaová (BRA)     |